# Estádio de Los Larios
O Estádio de Los Larios é um estádio de futebol localizado em Xerém, distrito da cidade de Duque de Caxias, na Baixada Fluminense, de propriedade do Esporte Clube Tigres do Brasil. Construído em 2008 e inaugurado no ano seguinte, tem capacidade para receber até 6.300 torcedores, de acordo com a Confederação Brasileira de Futebol. Seu nome é uma homenagem a família do fundador e presidente de honra do clube, o nicaraguense Miguel Larios.

## História
Construído em 2008, o estádio recebeu jogos oficiais antes mesmo de ser inaugurado. O local, ainda conhecido somente como CT do Tigres, foi palco dos jogos do próprio clube durante o Campeonato Carioca da Segunda Divisão, incluindo a vitória por 4 a 0 sobre o Olaria, que culminou no acesso histórico do clube para a elite do Campeonato Carioca pela primeira vez. Ainda em 2008, o estádio sediou as finais do Torneio Octávio Pinto Guimarães nas quais o Fluminense venceu o Botafogo e sagrou-se campeão.
Em 2009, o Tigres do Brasil decidiu o nome do estádio e o inaugurou oficialmente em um amistoso contra o Danubio, que terminou empatado em 4 a 4 e recebeu cerca de dois mil torcedores. No mesmo ano, Los Larios recebeu o primeiro jogo envolvendo um dos principais clubes do futebol carioca: o Vasco da Gama derrotou os donos da casa por 4 a 0 diante de 3.144 pagantes. Naquele mesmo campeonato, Mesquita e Duque de Caxias mandaram jogos no estádio contra Botafogo e Fluminense, respectivamente.
Ainda em 2009, o Duque de Caxias escolheu o local para receber seus jogos no Campeonato Brasileiro da Série B, por conta da impossibilidade de atuar em seu estádio, o Marrentão, devido a baixa capacidade, já que o regulamento exigia capacidade de, no mínimo, 10 mil pessoas. Na ocasião, foi apresentado um laudo deixando o estádio apto para receber 11 mil espectadores, com o aval da CBF. No entanto, após dois jogos disputados, contra São Caetano e ABC, a entidade foi pressionada e voltou atrás. Hoje, a capacidade oficial é de 6.300 torcedores.
Desde então, o estádio passou a ser exigido em outras competições cujo regulamento não tem previsão de capacidade mínima, como o Campeonato Brasileiro da Série C e a Copa do Brasil, servindo de opção para clubes como o vizinho Duque de Caxias e até mesmo Fluminense e Botafogo, que mandaram no local jogos de menor porte em 2016. No entanto, o recorde de público ainda é de um jogo do Campeonato Carioca: em 2015, na vitória do Flamengo sobre o Tigres do Brasil por 3 a 1, presenciada por 5.088 torcedores.

## Estrutura
O Estádio de Los Larios é localizado dentro do complexo esportivo que envolve o Centro de Treinamentos do Tigres do Brasil, em uma área de 240 mil metros quadrados que envolve outros sete campos para treinos, além de piscina, academia, alojamento, departamento médico, clínica fisioterápica e uma grande estrutura.
Para os jogadores, os vestiários contam com armários, banheiras de hidromassagem e uma área com grama sintética para viabilizar o aquecimento dos atletas sem adentrar ao gramado de jogo. Outros dois vestiários ficam em área oposta para possibilitar a realização de jogos preliminares.
São, ao todo, três arquibancadas. Duas de cimento, com degraus, e uma área social coberta com cadeiras verdes e amarelas. Nesta mesma área localiza-se a Tribuna de Honra, com dois camarotes com capacidade para 16 pessoas, três cabines de rádio e uma de TV, além de uma nova tribuna de imprensa acima. Existe um outro camarote, no lado oposto, próximo ao vestiário visitante.
Já o acesso é feito prioritariamente pela entrada principal do estádio, com um outro portão destinado aos visitantes e cinco bilheterias para a comercialização de ingressos. Do lado de dentro do complexo, um estacionamento com capacidade para receber até 500 veículos.

## Localização
O Estádio de Los Larios é situado em uma zona rural e de difícil acesso, especialmente via transporte público. Apenas uma linha de ônibus cruza a Estrada Rio do Ouro, onde fica o estádio, e o local não possui sinal de telefone celular ou internet móvel. De carro, o melhor acesso é através do Arco Metropolitano, utilizando a saída em direção ao centro de Xerém.
Endereço: Estrada Rio do Ouro, 3.855 (Xerém) - Duque de Caxias (RJ)